# Акт про військово-морську оборону 1889
Акт про військово-морську оборону 1889 року (англ. The Naval Defence Act 1889) був законом парламенту Сполученого Королівства. 31 травня 1889 він отримав Королівське схвалення і офіційно затвердив «дво-державний стандарт» і збільшив військово-морську міць Сполученого Королівства. Стандарт зобов'язував Королівський флот підтримувати кількість лінійних кораблів, принаймні, рівною сукупній силі наступних двох найбільших флотів у світі, які тоді мали Франція та Російська імперія. Додаткові 20 мільйонів фунтів стерлінгів протягом наступних чотирьох років були спрямовані на побудову десятьох нових броненосців, тридцяти восьми крейсерів, вісімнадцяти міноносців та чотирьох торпедних канонерських човнів.

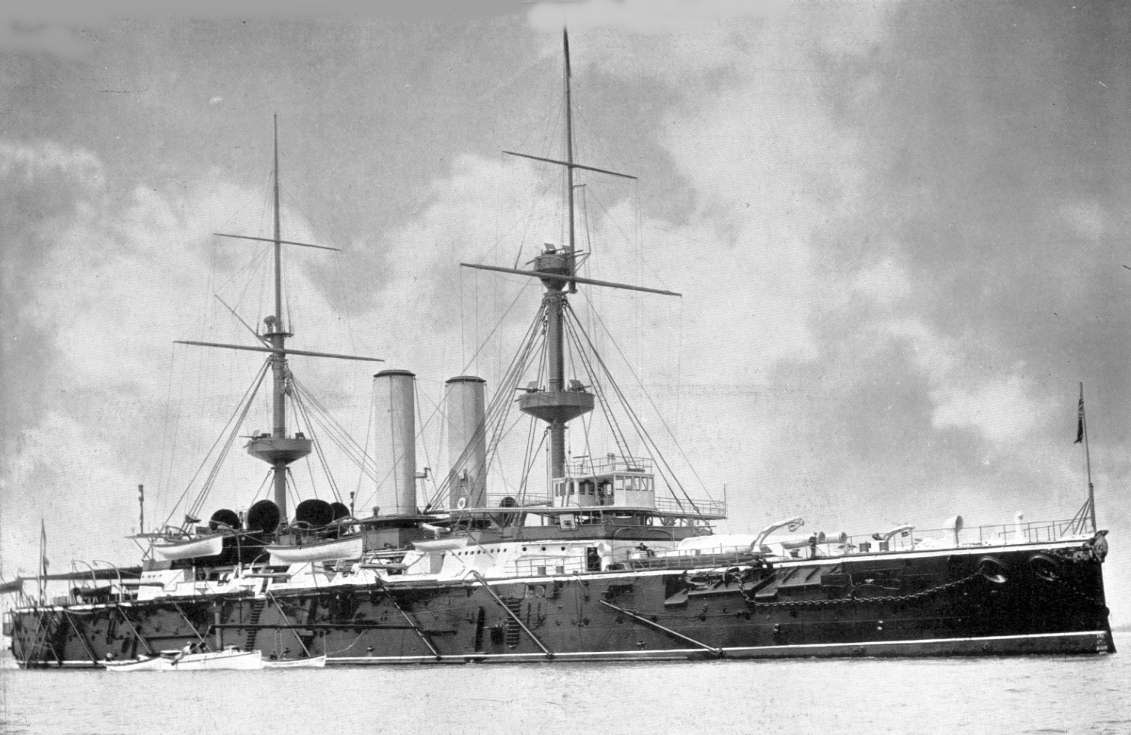
Лінійний корабель (пре-дредноут) HMS Royal Sovereign, побудований відповідно до вимог Акту про військово-морську оборону 1889 року.

## Контекст
Акт був ухвалений за каденції уряду лорда Солсбері та забезпечений фондами на £21,500,000 на чотири роки для розширення військового флоту. Спочатку парламент виступав проти такого розширення.
Думки військово-морських експертів, представлені парламенту у грудні 1888 та лютому 1889, були критичними щодо стану військово-морських сил. Розбудова флотів Франції та Російської імперії був іншим фактором, який сприяв реакції парламентарів на заявлену «слабкість» Британії на морі.
Насправді «дво-державний стандарт» неформально використовувався впродовж минулих семи десятиліть, хоча на практиці Королівський флот відповідав йому лише короткий час у 1850-х. Тим не менш, на час ухвалення акту Британія володіла найсильнішим флотом і метою закону було підтвердити стандарт формальним закріпленням. Реалізація Акту про військово-морську оборону мала б навіть посилити британську перевагу на морі.